# Rikisi

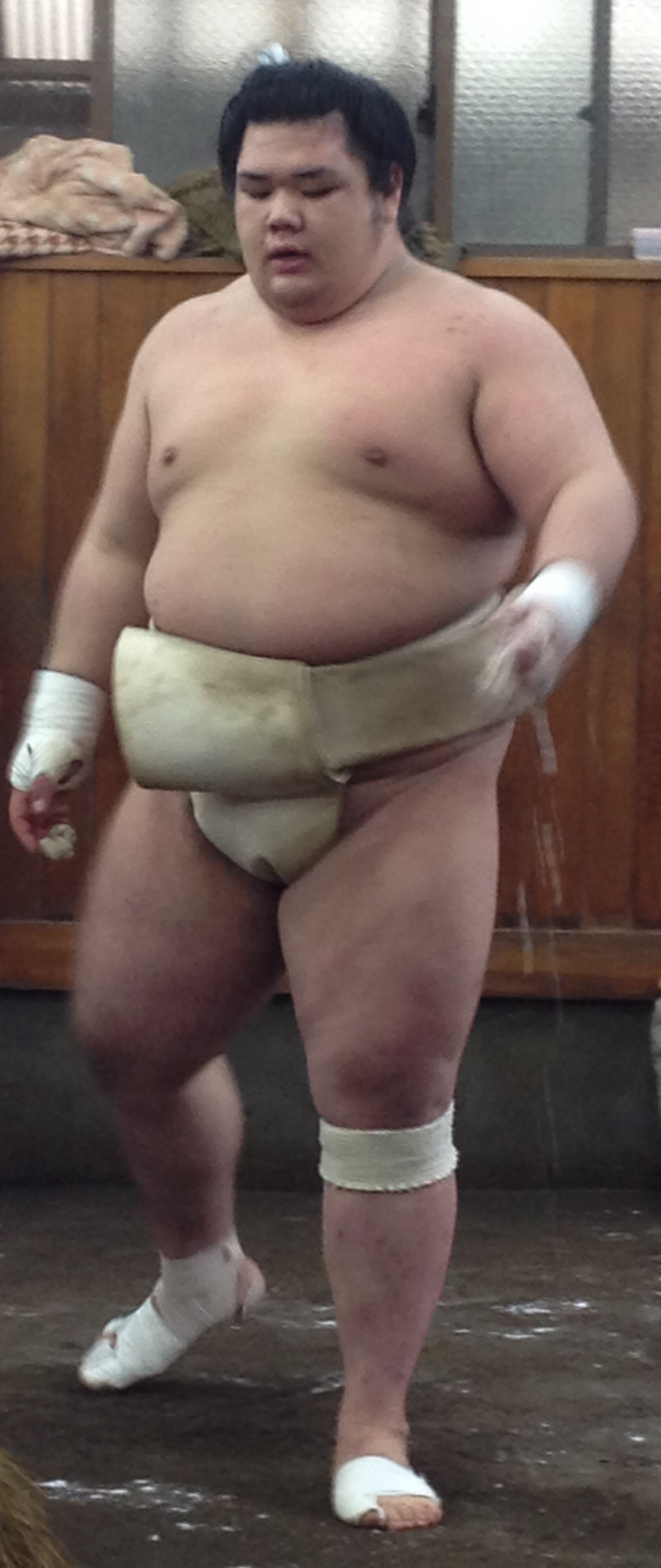
Egy rikisi a hejában (Onosó Fumija)

Rikisinek (力士) a japán szumóbirkózókat hívják. A szót két kandzsi alkotja, melyek jelentése „erő/hatalom” és „úriember/szamuráj”; ebből következően a szó jelentései tehát „erős úriember”, illetve „hatalmas szamuráj”. Ezek az elnevezések kifejezik azt, amit egy szumóbirkózótól elvárhat az ember, tehát hogy kemény és erőteljes harcos legyen, ugyanakkor azt is, hogy ezek a birkózók a modern korban is továbbvigyék a hajdani szamurájok viselkedési és öltözködési normáit. A fentiekből ugyan nem következik egyenesen, viszont nő nem lehet rikisi, összefüggésben azzal a hagyománnyal, hogy a dohjót, azaz a szumómérkőzések megszentelt küzdőterét sem érintheti nő.
A rikisi szó alternatívájaként használatos még a szumotori (szumózó). Ennél még köznyelvibb kifejezés a szumoszan; ezek a szavak mind ugyanazt jelentik. A rikisi elnevezés minden szumóbirkózóra használható, viszont általában megkülönböztetik az alsóbb rangú, fizetés nélküli birkózókat: a dzsonokucsi, dzsonidan, szandanme és makusita osztályok rikisijeit összefoglaló néven toritekinek nevezik. Az ezek fölötti rangú rikisikre a megtisztelőbb szekitori kifejezés használatos, ők a dzsúrjó és makuucsi osztályokhoz tartoznak. Ezek a birkózók szinte minden tekintetben jelentősen magasabb státusszal rendelkeznek a többieknél (kiváltságok, fizetés). A szumóosztályok közötti részletes különbségeket lásd a Professzionális szumóosztályok cikkben.

## Rikisiéletforma
Egy szumóbirkózó élete szigorú keretek között zajlik, továbbá számos, évszázadok alatt kialakult szabálynak és előírásnak kell megfelelnie, olyan sokfélének, hogy rikisinek lenni inkább életforma, mint karrier.
A rikisinek például meg kell növesztenie haját, melyet a feje tetején kontyba (csonmage) összefogva kell hordania, hasonlóan a hajdani, Edo-korban élt szamurájok hajviseletéhez. Emellett elvárás velük szemben, hogy bármilyen nyilvános megjelenésükkor hagyományos japán viseletet és csonmaget hordjanak.
A szumóbirkózók élete az edzőterem, más néven istálló (heja) körül forog, minden aktív rikisi egy-egy ilyen hejához tartozik. A legtöbb szumós (és minden újonc) kollégiumszerű körülmények között lakik a hejában: együtt edzenek, esznek, alszanak, takarítanak, együtt szocializálódnak.

### Napi program[1]
A rikisik aktív szumós életük jelentős részét a hejában töltik. A rangbeli különbségek a szumósok életének minden területén jelen vannak, például a toritekik számára a nap jóval korábban kezdődik, mint a szekitoriknak és az ebéd és az edzést követő tisztálkodás kivételével minden napi tevékenységre igaz, hogy az alacsonyabb rangúaknak kell előbb kezdeniük azt.
A toritekiknek reggel 5:00-től 5:30-ig van az ébresztő, minél alacsonyabb rangúak, annál korábban. A szekitorik csak 7 órakor kelnek fel. A délelőtt hosszú és kimerítő edzéssel telik mindenki számára, 6 órakor a toritekik, 8:00-kor pedig a szekitorik kezdenek. Az edzéseken is megmutatkozik a toritekik alárendeltsége, például lesöprik, letörlik a szekitori hátát, sót hoznak nekik, felseprik előttük a dohjót. Ha az idősebbek új technikát gyakorolnak velük, akkor köszönetük jeléül hoznak nekik például egy pohár vizet. Az edzés végeztével a szekitorik fürdenek először, a legmagasabb rangúak tisztálkodásában alacsonyabb rangú segítőik (gyakorlatban inkább szolgáik) is közreműködnek. 11:30-tól ebéd, a toritekik közül kerülnek ki a szakácsok, őket az okamiszan, vagyis a szumóistálló vezetőjének (ojakata) felesége felügyeli a főzés során (a soros szakács már 8:00 körül kezdi a főzést, mivel egy egész heja szumósait étellel ellátni nem kis feladat, viszont az edzést sem hagyhatja ki). A főzéshez szükséges alapanyagok beszerzését is az alacsonyabb rangúak végzik. Az ebéd végeztével csendespihenő következik, ezt a szekitorik néha kihagyják, külső program, vagy egyéb meghívás miatt. A toritekik délután takarítanak, a vacsorát készítik elő, előfordul azonban, hogy extra gyakorlási vagy erősítési feladatokat kapnak délutánra az ojakatától. A vacsorára valamikor 5:30 és 6:30 között kerül sor. Ezt követően van a rikisiknek van némi szabadidejük, kivéve a szekitorik segítőinek, ők ilyenkor is elfoglaltak. Vannak istállók, ahol vacsora után kijárási tilalom van. A szekitorik később fekszenek le aludni, mint a többiek.
Honbaso közben a napi rutin nagyon hasonló a szokásoshoz, annyiban tér el, hogy a rikisik a verseny előtt csak bemelegítő gyakorlatokat végeznek.

## Külföldi származásúrikisik
Professzionális szumó kizárólag Japánban létezik, viszont nem japán származású birkózók is részt vesznek benne, olyannyira, hogy 2016 augusztusában a három legmagasabb rangú aktív szumóbirkózó (jokozuna) mindegyike mongol származású. A 2016 júliusi tornán (a nagojai basón) a 660 nevezett rikisiből 36 volt külföldi, köztük egy magyar: Maszutó Akira, polgári nevén Tóth Attila, ő a szandanme osztályban versenyzett ezen a basón. Korábban, 2009 augusztusában összesen 55, míg 2007-ben a felső két osztályban 19 külföldi származású rikisi volt, ekkor fordult elő először, hogy a szanjaku rangúak (tehát a "címvédők": jokozunák, ózekik, szekivakék és komuszubik) túlnyomórészt külföldiek voltak. Azóta a külföldiek száma stabilizálódott, sőt, némileg csökkent, jelenleg a felső két osztályban (dzsúrjó és makuucsi), vagyis a szekitorik között 13 külföldi van (2016 augusztusi adat).
A második világháború előtt a japán-amerikai Tojonisiki és a koreai Rikidózan szekitori rangot ért el, viszont egyiküket sem sorolták hivatalosan a külföldiek közé. Az első jelentős sikereket elérő nem ázsiai szumóbirkózó a hawaii Takamijama volt, ő 1968-ban lépett a legfelső osztályba, és 1972-ben nyert tornát első külföldi rikisiként a makuucsi osztályban. Őt követte egy másik hawaii születésű, szamoai etnikumú 300 kg-os óriás: Konisiki. Ő volt az első külföldi, aki elérte az ózeki rangot 1987-ben. Az első külföldi származású jokozuna a hawaii őslakos Akebono lett 1993-ban, ezt követően Muszasimarunak sikerült ugyanez a bravúr 1999-ben hawaii-szamoaiként. A négy legutóbbi jokozuna, a már visszavonult Aszasórjú, a még aktív Hakuhó, Harumafudzsi és Kakurjú egyaránt mongol származású. 2012-ben a mongol Kjokutenhó lett minden idők legidősebb birkózója a modern történelemben, aki győzelmet tudott elérni tornán a makuucsi osztályban. Kelet-európai országokból (például Grúziából, Bulgáriából), továbbá Oroszországból származó birkózók is értek már el sikereket a szumó felső osztályaiban. 2005-ben a bolgár Kotoósú lett az első európai születésű ózeki, továbbá az első, aki a makuucsiban megszerezte a bajnoki címet. Egy másik mérföldkő, hogy a brazil Rjúkó Gó lett az első külföldi, aki elérte a makusita cukedasi státuszt.
Egészen a közelmúltig a Japán Szumószövetség nem korlátozta a külföldiek számát a professzionális szumóban. 1992 májusában, röviddel azután, hogy a Ósima istálló egyszerre hat mongolt igazolt, a Szövetség új vezetője Sadanoyama (korábbi jokozuna a Devanoumi-bejából), bejelentette, hogy a külföldről igazolható újoncok számának istállónkénti és általános korlátozását megfontolás alá veszi. Erről nem született akkor hivatalos döntés, viszont egyik heja sem igazolt ezt követően hat éven keresztül külföldről újoncokat. Ez a nem hivatalos tilalom azóta lazult, de kimondatlan szabályként fennmaradt, hogy istállónként csak két, összesen pedig 40 külföldi újonc rikisi igazolása volt engedélyezve. 2002-ben új, hivatalos szabályozást fogadott el a Szövetség, mely szerint hejánként egy külföldi engedélyezett, habár a korlátozás nem lett visszamenőlegesen hatályos, így az azelőtti igazolásokat nem érintette. Bár a lépés nem nyerte el mindenki tetszését, jelenleg nem mutatkozik jele a szabályok lazításának. Eredetileg lehetséges volt, hogy egy birkózói helyet az istálló külföldi, de a japán állampolgárságot megszerzett újonccal töltsön fel, példaként az eredetileg tongai Hiszanoumi hozható fel, őt 2006 végén honosították, amely lehetővé tette, hogy egy másik tongait is igazoljanak az istállóhoz. Ehhez hasonlóan Kjokutenhó japán állampolgárrá válása is lehetővé tette az Ósima istállónak, hogy igazolja a mongol Kjokusúhót 2007 májusában. 2010. február 23-án a Szövetség bejelentette, hogy megváltoztatta szabályozásában a "külföldi"-t "külföldön született"-re (gaikoku shusshin), mely által már a honosított, de külföldön született állampolgárokat is külföldinek kell tekinteni. Emellett újból megerősítették, hogy istállónként csak egy külföldi birkózó lehet. Mivel a japán törvénykezés semmilyen módon nem különbözteti meg állampolgárait, a Japán Szumószövetség eljárása a honosított állampolgárokkal szemben törvénysértő lehet, viszont eddig még egyszer sem indítottak bírósági pert ezen korlátozás miatt Japánban.

## A rikisiés más harcművészetek képviselői
Habár a szumó harcművészetnek tekinthető, a felszínen és a háttérben is erősen különbözik más, keleti típusú harcművészetektől. Míg más ágakban a harcművészek folyamatos rangbeli emelkedést érhetnek el képességeiktől függően, a szumóban kéthavonta, a hivatalos tornákon (honbaso) elért eredményektől függően változik a rikisik rangsorolása akár felfelé akár lefelé. A szumónál elterjedtebb, japán eredetű harcművészetekben, mint amilyen például a karate, az egyes rangokat (melyeket ott többek között az övek színe és díszítése jelképez) egy-egy vizsgához kötik. Ezekben a küzdősportokban nincs automatikus, teljesítményfüggő rangbeli visszasorolás, még akkor sem, ha az egyes tornákon a küzdő hosszú időn keresztül gyenge teljesítményt nyújt. Ez a fajta eltérés a többi küzdősporttól a rikisit folyamatos és intenzív nyomás alá helyezi. Minden, például a szekitoriknak járó kiváltság egy csapásra elveszhet, amennyiben a rikisit gyenge versenyeredményei miatt visszasorolják egy alacsonyabb osztályba.
A szumóban a hivatalos versenyeredményeken kívül semmilyen más módon nem lehet előléptetést elérni. A rikisi rangját kizárólag a győzelmeinek és vereségeinek száma, azaz a mérlege határozza meg. Más részről a többi keleti küzdősportban lehetőség van a képességek bemutatására sztenderd formagyakorlatok minél pontosabb és szebb végrehajtásával (kata), ezzel pedig elismerést és előléptetést kivívni. A szumóban ilyen nincs. A birkózók nagyon speciális képzettségű harcosok, akik arra gyakorolnak, hogy a jó technikai és erőnléti képzettségük segítségével megnyerjék a küzdelmet, mivel ez az egyetlen lehetőségük arra, hogy magasabb fizetést vagy jobb kiváltságokat élvezhessenek.

## RikisikazMMA-ban
A szumó és más küzdősportok közötti számos különbség nem tántorított el néhány korábbi rikisit attól, hogy kipróbálják magukat az MMA-ban. A legtöbbjük szerény eredményeket ért el; a legjobb közülük valószínűleg Tadao Yasuda, aki 2-4-es mérleget tudhat magáénak (2 győzelem). A szumóbirkózók kevéssé hatékonyak az MMA-ban, mert az általuk ismert, a szumóban jól működő győzelmi technikák jelentősen eltérnek az MMA-ban használatosaktól, utóbbiban sok ütés, feszítés és fojtás alkalmazható, míg a szumóban ezek közül egyiket sem tanítják. A legtöbb exszumóbirkózónak technikai képzésre lenne szüksége ahhoz, hogy az MMA-ban eredményesen versenyezzen, viszont legtöbbjük nem is karrierépítés, hanem inkább anyagi okokból kezd el MMA-zni. Az a néhány alap szumós technika, amely például az ellenfél övének vagy nadrágjának megragadását jelenti (mavasi) az MMA-ban nem használható, mert tiltják a szabályok.
Néhány további exszumóbirkózó, aki harcolt vegyes harcművészetekben: Alan Karaev, Kódzsi Kitao, Henry Armstrong Miller, Akebonó Taró, Tella Tuli, Wakasojó. Lyoto Machidának az UFC korábbi félnehézsúlyú bajnokának is van némi szumós háttere, de az ő fő stílusa a sótókan karate.

## Képtár

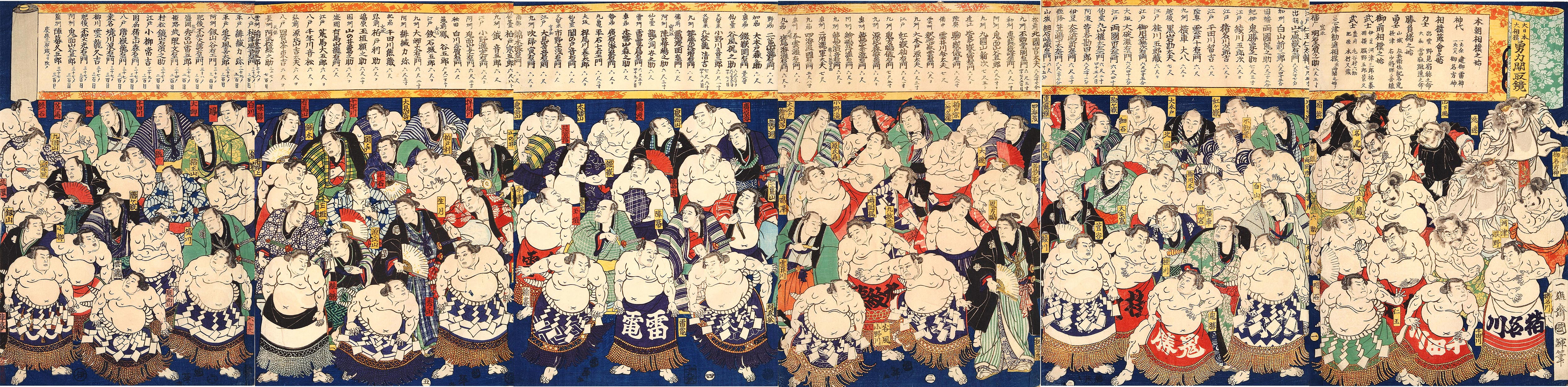
97 Edikai-kori Rikishi, Utagawa Kuniteru II

## Fordítás
Ez a szócikk részben vagy egészben  a   Rikishi című angol Wikipédia-szócikk ezen változatának fordításán alapul.  Az eredeti cikk szerkesztőit annak laptörténete sorolja fel. Ez a jelzés csupán a megfogalmazás eredetét és a szerzői jogokat jelzi, nem szolgál a cikkben szereplő információk forrásmegjelöléseként.